# Disocactus anguliger
Disocactus anguliger ist eine Pflanzenart in der Gattung Disocactus aus der Familie der Kakteengewächse (Cactaceae). Das Artepitheton anguliger leitet sich von den lateinischen Worten angulus für ‚Ecke‘ sowie -ger für ‚tragend‘ ab und verweist auf die Form der Triebabschnitte.

## Beschreibung
Disocactus anguliger wächst mit basal zylindrischen oder dreikantigen Haupttrieben und lanzettlichen Seitentrieben. Die etwas fleischigen, grünen Seitentriebe sind mit Ausnahme ihrer Basis abgeflacht. Sie werden bis zu 1 Meter lang und sind 4 bis 8 Zentimeter breit. Ihre Mittelrippe ist hervorstehend und ziemlich steif. Die Ränder sind breit gezähnt und tief gelappt. Die Areolen tragen manchmal ein bis zwei kleine Borsten.
Die duftenden Blüten sind 15 bis 18 Zentimeter lang und erreichen Durchmesser zwischen 10 und 13 Zentimetern. Die äußeren Blütenhüllblätter sind zitronen- oder goldgelb, die inneren Blütenhüllblätter sind reinweiß. Die Früchte ähneln Stachelbeeren.

## Verbreitung, Systematik und Gefährdung
Disocactus anguliger ist in den mexikanischen Bundesstaaten Guerrero, Jalisco, México, Michoacán, Nayarit und Oaxaca in Höhenlagen von 1100 bis 1800 Metern verbreitet.
Die Erstbeschreibung als Phyllocactus anguliger durch Charles Lemaire wurde 1851 veröffentlicht. Miguel Ángel Cruz und Salvador Arias stellten die Art 2016 in die Gattung Disocactus. Ein weiteres nomenklatorisches Synonym ist Epiphyllum anguliger (Lem.) G.Don (1855).
In der Roten Liste gefährdeter Arten der IUCN wird die Art als „Least Concern (LC)“, d. h. als nicht gefährdet geführt.

## Nachweise